# Cidade de Deus
La Cidade de Deus (traduction Cité de Dieu) est un quartier de la ville de Rio de Janeiro, au Brésil.

## Histoire
Le quartier est créé dans les années 1960 dans l'intention d'y déplacer les populations des favelas du quartier de Jacarepaguá dans la zone ouest de Rio de Janeiro.
La Cidade de Deus est instituée le 23 juillet 1981 comme unique bairro de la région administrative XXXIV de la municipalité de Rio de Janeiro,.
Avec le temps, la pauvreté et la criminalité s'y sont largement développées et il est actuellement l'un des quartiers les plus violents de la ville, bien que s'y soient créées de nombreuses « Associations de volontariat » pour aider la population.
Le film La Cité de Dieu (2002) de Fernando Meirelles et Kátia Lund raconte la criminalité dans cette favela.
La favela fut contrôlée par Ze Pequeno du début des années 1970 jusqu'à la fin des années 1980.
Le président des États-Unis Barack Obama s’est rendu dans ce quartier lors de sa première visite au Brésil en mars 2011.

## Dans la fiction
- 1997 : La Cité de Dieu, roman de Paulo Lins
- 2002 : La Cité de Dieu, film de Fernando Meirelles, adapté du roman